# Adam Thurston
Adam Thurston (Manchester, 13 ottobre 1994) è un calciatore inglese, difensore del Template:Calcio Fencibles United.

## Carriera
Cresciuto calcisticamente nelle giovanili del Preston N.E., ha iniziato la sua carriera nelle serie minori del campionato inglese. Nel 2017 si trasferisce in Oceania per giocare con i neozelandesi dell'Hawke’s Bay Utd. Qui rimane solo per una stagione, poiché l'anno successivo si trasferisce al Canterbury Utd, sempre in Nuova Zelanda. Dopo un breve rientro in patria nelle file del South Shields, nel gennaio 2020 torna in Nuova Zelanda per firmare con l'Eastern Suburbs, società con la quale debutta anche nelle competizioni oceaniane per club. Dopo una stagione e mezza con l'Eastern Suburbs, nell'estate del 2021 viene acquistato dell'Auckland City.

## Statistiche

### Presenze e reti nei club
Statistiche aggiornate al 17 marzo 2022.
| Stagione               | Squadra                | Campionato             | Campionato | Campionato | Coppe nazionali | Coppe nazionali | Coppe nazionali | Coppe continentali | Coppe continentali | Coppe continentali | Altre coppe | Altre coppe | Altre coppe | Totale | Totale |
| Stagione               | Squadra                | Comp                   | Pres       | Reti       | Comp            | Pres            | Reti            | Comp               | Pres               | Reti               | Comp        | Pres        | Reti        | Pres   | Reti   |
| ---------------------- | ---------------------- | ---------------------- | ---------- | ---------- | --------------- | --------------- | --------------- | ------------------ | ------------------ | ------------------ | ----------- | ----------- | ----------- | ------ | ------ |
| 2013-2014              | Hyde                   | CP                     | 25         | 1          | FACup           | 0               | 0               |                    | -                  | -                  | FAT         | 1           | 0           | 26     | 1      |
| 2014-2015              | Hyde                   | CN                     | 20         | 0          | FACup           | 0               | 0               |                    | -                  | -                  | FAT         | 1           | 0           | 21     | 0      |
| Totale Hyde            | Totale Hyde            | Totale Hyde            | 45         | 1          |                 | 0               | 0               |                    | -                  | -                  |             | 2           | 0           | 47     | 1      |
| 2015-2016              | Utd of Manchester      | CN                     | 19         | 0          | FACup           | 1               | 0               |                    | -                  | -                  | FAT         | 0           | 0           | 20     | 0      |
| 2017-2018              | Hawke’s Bay Utd        | NZFC                   | 13         | 1          |                 | -               | -               |                    | -                  | -                  |             | -           | -           | 13     | 1      |
| 2018-2019              | Canterbury Utd         | NZFC                   | 17         | 3          |                 | -               | -               |                    | -                  | -                  |             | -           | -           | 17     | 3      |
| gen.-giu. 2020         | Eastern Suburbs        | NZFC                   | 7          | 4          |                 | -               | -               | OCL                | 3                  | 1                  |             | -           | -           | 10     | 5      |
| 2020-2021              | Eastern Suburbs        | NZFC                   | 6          | 5          |                 | -               | -               |                    | -                  | -                  |             | -           | -           | 6      | 5      |
| Totale Eastern Suburbs | Totale Eastern Suburbs | Totale Eastern Suburbs | 13         | 9          |                 | -               | -               |                    | 3                  | 1                  |             | -           | -           | 16     | 10     |
| 2021                   | Auckland City          | NZNL                   | 7          | 0          |                 | -               | -               |                    | -                  | -                  |             | -           | -           | 7      | 0      |
| 2022                   | Auckland City          | NZNL                   | 0          | 0          |                 | -               | -               |                    | -                  | -                  |             | -           | -           | 0      | 0      |
| Totale Auckland City   | Totale Auckland City   | Totale Auckland City   | 7          | 0          |                 | -               | -               |                    | -                  | -                  |             | -           | -           | 7      | 0      |
| Totale carriera        | Totale carriera        | Totale carriera        | 114        | 14         |                 | 1               | 0               |                    | 3                  | 1                  |             | 2           | 0           | 119    | 15     |